# Тамале (блюдо)
Тама́ле (англ. tamale [tə'mɑːlɪ], исп. tamal) — мезоамериканское блюдо; тесто из никстамализированной кукурузной муки, обёрнутое кукурузными (или банановыми) листьями, приготовленное на пару. Перед употреблением листья снимаются. Тамале может содержать начинку из мясного фарша, сыров, фруктов или овощей, нередко с перцем чили.
Тамале — блюдо, пришедшее из глубины веков. По-видимому, оно возникло в Мезоамерике ещё между VIII и V тысячелетиями до н.э. Считается, что именно тамале гостеприимные индейцы предлагали попробовать прибывшим на запад конкистадорам.